# Tone Ahlborg
Tone Ahlborg, född 29 september 1950, är en svensk barnmorska, sexualrådgivare och doktor i folkhälsovetenskap.

## Biografi
Ahlborg utbildade sig till barnmorska och mötte som sådan många blivande och nyblivna föräldrar. Hon kom att bli intresserad av hur föräldraskapet påverkar parrelationen, och att så pass många småbarnsföräldrar separerar. Hon började forska om hur par påverkas av att få barn tillsammans, och disputerade 2004 inom folkhälsovetenskap på en avhandling som kartlägger nyblivna föräldrars relation och sexualitet.
Hon har arbetat med rådgivning för par, såväl vägledning i att bli förälder som de som söker för att de har svårt att kommunicera och vill skiljas. Hon har samlat sina erfarenheter i flera böcker, bland annat Lust och samliv genom hela livet som kommit ut i flera upplagor.
Hon är sedan 2020 relations- och sexexpert vid Göteborgs-Posten. Hon uttrycker en önskan om att "förhindra alla onödiga separationer" och betonar betydelsen av god kommunikation för att fungera bra både som föräldrar och kärlekspartners.